# Bosna
 Ovo je glavno značenje pojma Bosna. Za druga značenja pogledajte Bosna (razdvojba).
Bosna je povijesna i zemljopisna regija koja čini sjeverni dio države Bosna i Hercegovina.
Površina Bosne (granice s Hercegovinom nisu strogo određene) iznosi oko 40 000 km2 čineći oko 80 % površine BiH.

## Povijest
Središnji dijelovi Bosne bili su naseljeni neolitskim zemljoradnicima koji su pripadali kakanjskoj kulturi koja je bila lokalna inačica Starčevačke kulture s nekim elementima Danilske kulture. Nju je naslijedila butmirska u skoro čitavom središnjem dijelu Bosne. Prvim Indoeuropljanima smatraju se pripadnici vučedolske kulture. 
U brončanom dobu područje uže Bosne bilo je naseljeno srednjobosanskom kulturom željeznog doba koja je postojala zajedno s glasinačkom. Kasnije je ilirsko pleme Dezitijati postalo dominantno u središnjem dijelu Bosne. Izvori o povijesti Bosne do 10. stoljeća oskudni su, a njome su vladali Bizant, Duklja, Bugarska, Hrvatsko Kraljevstvo. Kao zemlja spominje se u De Administrando Imperio kao zemljica koja se prostire oko rijeke Bosne u današnjim poljima Sarajeva i Visokog. Prvi vladar Bosne poznat po imenu bio je ban Borić.

## Gradovi
Najveći gradovi u regiji Bosne su:
- Sarajevo - 275 524
- Banja Luka - 185 000
- Tuzla - 110 979
- Zenica - 110 663
- Bijeljina - 107 715
- Prijedor - 89 397
- Bihać - 72 000
- Livno - 31 785

## Galerija
- Livno
- Dvorac Gradačac
- Sarajevo - Katedrala Srca Isusova
- Banja Luka - Pogled na rijeku Vrbas i tvrđavu Kastel.
- Pogled na Vlašić